# Philippe Alliot
Pour les articles homonymes, voir Alliot.
Philippe Alliot, né le 27 juillet 1954 à Voves (Eure-et-Loir), est un pilote automobile français qui a participé au championnat du monde de Formule 1 pendant neuf saisons, entre 1984 et 1994, ainsi qu'à dix éditions des 24 Heures du Mans.

## Biographie
Libéré de ses obligations militaires, Philippe Alliot s'inscrit au Volant Motul Nogaro en 1975 et termine à la seconde place. Le pétrolier l'aide alors à rejoindre la Formule Renault, dont il remporte le championnat en 1978. Il rejoint alors la Formule 3. Troisième du championnat de France 1979 (derrière Alain Prost et Jean-Louis Schlesser), cinquième du championnat d'Europe en 1980, il passe alors en Formule 2 en 1983. En parallèle, il s'engage aux 24 Heures du Mans qu'il termine sur le podium (troisième) avec pour équipiers Mario et Michael Andretti.

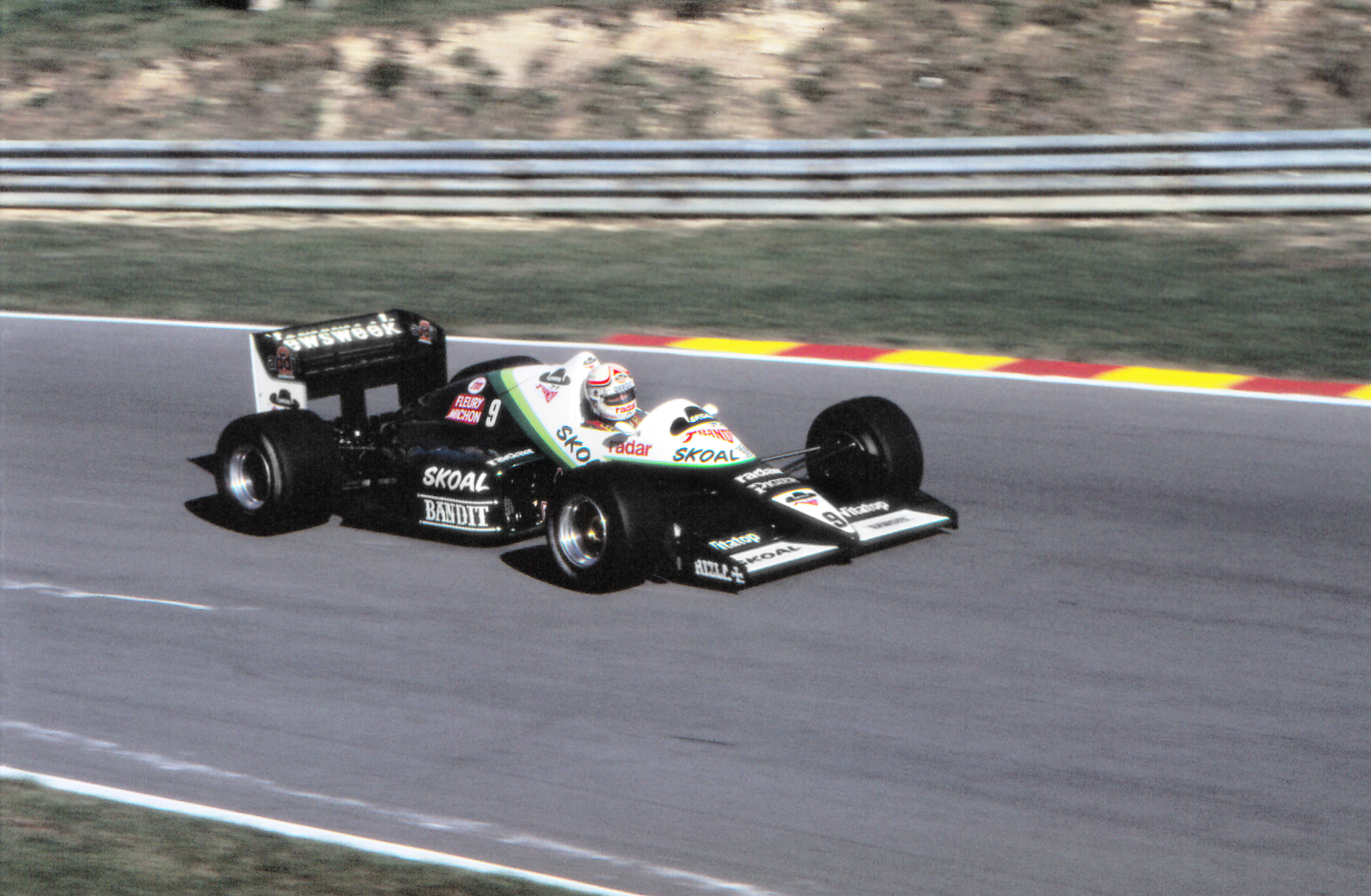
Alliot sur RAM-Hart durant les essais du Grand Prix d'Europe de F1 1985.

L'écurie RAM Racing l'engage alors pour participer aux championnats du monde de Formule 1 1984 et 1985. Après deux saisons difficiles au cours desquelles il ne marque aucun point, l'écurie jette l'éponge et laisse Philippe sans volant. Hugues de Chaunac, le patron d'Oreca, l'écurie avec laquelle il courait en Formule 3, propose alors à Alliot de rejoindre la F3000. Le Vovéen remporte la course de Spa-Francorchamps avant d'être rappelé en Formule 1 par Guy Ligier pour remplacer Jacques Laffite, blessé aux jambes à Brands Hatch. Il décroche son premier point au Mexique. Il poursuit sa carrière dans l'écurie Larrousse qui lui confie une Lola. Aux essais du Grand Prix du Mexique 1988, Alliot est victime d'un terrible accident dont il sort indemne : après avoir légèrement escaladé une bordure, il perd le contrôle de sa voiture qui se pulvérise sur le muret des stands. En trois ans, il récolte 4 nouveaux points (3 en 1987, 1 en 1989) et retourne chez Ligier pour y disputer la saison 1990 au cours de laquelle lui et son coéquipier Nicola Larini ne parviennent à marquer aucun point.
Jean Todt, à la tête de Peugeot Sport, l'engage en Sport-prototypes et l'associe à l'Italien Mauro Baldi au volant d'une Peugeot 905. Le duo obtient plusieurs victoires et podiums en 1991 et 1992 (dont les 500 kilomètres de Magny-Cours, l'ultime épreuve du Championnat du monde des voitures de sport alors quadragénaire), et associés à Jean-Pierre Jabouille ils terminent à la troisième place des 24 Heures du Mans 1992 et 1993.
Gérard Larrousse le rappelle ensuite pour disputer la saison 1993 de Formule 1. À Imola, il obtient le meilleur résultat de sa carrière en terminant cinquième. La même année, il obtient une nouvelle troisième place aux 24 Heures du Mans, toujours sur la Peugeot 905.
En 1994, Peugeot signe un contrat de fourniture de moteurs avec l'écurie McLaren qui vient de se séparer d’Ayrton Senna parti chez Williams-Renault. À 40 ans, Philippe espère alors tenir sa chance et signe un contrat similaire à celui de Martin Brundle qui fera de lui soit le pilote essayeur de l’écurie, soit le deuxième titulaire aux côtés de Mika Häkkinen. Malheureusement pour lui, il doit se contenter du rôle d’essayeur, sauf à l’occasion du Grand Prix de Hongrie où il remplace Mika Häkkinen, suspendu. Il s’agit de son unique Grand Prix pour l'écurie britannique. Quinze jours plus tard, il est exceptionnellement libéré de son contrat afin de disputer le dernier Grand Prix de sa carrière, Grand Prix de Belgique à Spa-Francorchamps, pour le compte de l’écurie Larrousse.
Il fonde, avec David Hallyday, l'écurie de course Force One Racing engagée en catégorie GT ; ils deviennent champions de France en 2001. Philippe Alliot possède également un circuit de karting à Belleville-sur-Vie, en Vendée.

## Résultats en championnat du monde de Formule 1
| Saison | Écurie            | Châssis         | Moteur                | Pneus    | GP disputés | Points inscrits | Classement |
| ------ | ----------------- | --------------- | --------------------- | -------- | ----------- | --------------- | ---------- |
| 1984   | RAM Racing        | 02              | Hart 4 en ligne turbo | Pirelli  | 13          | 0               | n.c.       |
| 1985   | RAM Racing        | 03              | Hart 4 en ligne turbo | Pirelli  | 13          | 0               | n.c.       |
| 1986   | Ligier            | JS27            | Renault V6 turbo      | Pirelli  | 7           | 1               | 18e        |
| 1987   | Larrousse         | Lola LC87       | Ford V8               | Goodyear | 15          | 3               | 16e        |
| 1988   | Larrousse         | Lola LC88       | Ford V8               | Goodyear | 16          | 0               | n.c.       |
| 1989   | Larrousse         | Lola LC88B LC89 | Lamborghini V12       | Goodyear | 15          | 1               | 26e        |
| 1990   | Ligier            | JS33B           | Ford V8               | Goodyear | 14          | 0               | n.c.       |
| 1993   | Larrousse         | LH93            | Lamborghini V12       | Goodyear | 14          | 2               | 17e        |
| 1994   | Larrousse McLaren | LH94 MP4/9      | Ford V8 Peugeot V10   | Goodyear | 2           | 0               | n.c.       |
|        | Total             |                 |                       |          | 109         | 7               |            |

## Résultats aux 24 Heures du Mans
| Année | Équipe                  | Équipiers                                | Voiture             | Catégorie     | Tours | Classement général | Classement de catégorie |
| ----- | ----------------------- | ---------------------------------------- | ------------------- | ------------- | ----- | ------------------ | ----------------------- |
| 1981  | BMW Italie-France       | Bernard Darniche Johnny Cecotto          | BMW M1 Gr. 5        | Gr. 5 SP +2.0 | 278   | 16e                | 3e                      |
| 1983  | Porsche Kremer Racing   | Mario Andretti Michael Andretti          | Porsche 956         | C             | 364   | 3e                 | 3e                      |
| 1986  | John Fitzpatrick Racing | Paco Romero Michel Trollé                | Porsche 962C        | C1            | 312   | 10e                | 8e                      |
| 1990  | Porsche Kremer Racing   | Patrick Gonin Bernard de Dryver          | Porsche 962CK6      | C1            | 319   | 16e                | 16e                     |
| 1991  | Peugeot Talbot Sport    | Mauro Baldi Jean-Pierre Jabouille        | Peugeot 905         | C1            | 22    | Abandon            | Abandon                 |
| 1992  | Peugeot Talbot Sport    | Mauro Baldi Jean-Pierre Jabouille        | Peugeot 905 Evo 1B  | C1            | 345   | 3e                 | 3e                      |
| 1993  | Peugeot Talbot Sport    | Mauro Baldi Jean-Pierre Jabouille        | Peugeot 905 Evo 1B  | C1            | 367   | 3e                 | 3e                      |
| 1995  | GTC Gulf Racing         | Pierre-Henri Raphanel Lindsay Owen-Jones | McLaren F1 GTR      | GT1           | 77    | Abandon            | Abandon                 |
| 1996  | Courage Compétition     | Didier Cottaz Jérôme Policand            | Courage C36-Porsche | LMP1          | 215   | Abandon            | Abandon                 |
| 2003  | Courage Compétition     | David Hallyday Carl Rosenblad            | Courage C65-JPX     | LMP675        | 41    | Abandon            | Abandon                 |

## Distinctions
- Chevalier de l'ordre national du Mérite (décret du 15 novembre 1997)[3]